# Bradysia helleri
Bradysia helleri är en tvåvingeart som beskrevs av Menzel och Werner Mohrig 1998. Bradysia helleri ingår i släktet Bradysia och familjen sorgmyggor. Inga underarter finns listade i Catalogue of Life.